# Centro de Interpretación Ramón y Cajal

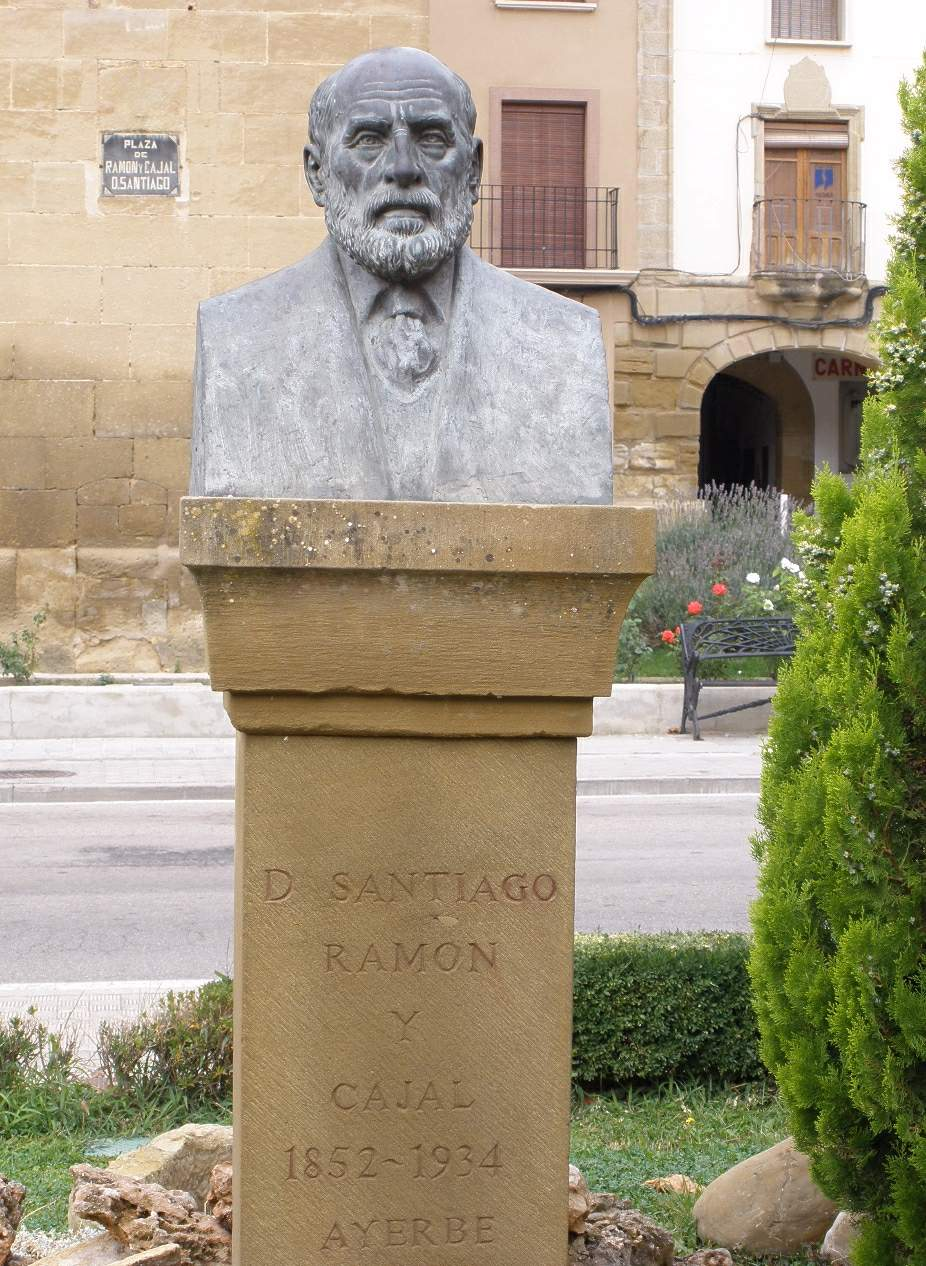
Monumento a Santiago Ramón y Cajal en Ayerbe en la plaza que lleva su nombre

El Centro de Interpretación Ramón y Cajal está situado en Ayerbe, municipio español de la provincia de Huesca, Aragón. El museo está dedicado a Santiago Ramón y Cajal, quien recibió el Premio Nobel de Fisiología o Medicina en 1906. Está ubicado en la casa número 19 de la calle Rafael Gasset, donde Santiago Ramón y Cajal vivió con sus padres durante diez años. Presenta la vida y obra del histólogo y médico mediante exposiciones y textos explicativos.